# Saint-Pierre-Avez
Saint-Pierre-Avez – miejscowość i gmina we Francji, w regionie Prowansja-Alpy-Lazurowe Wybrzeże, w departamencie Alpy Wysokie.
Według danych na rok 1990 gminę zamieszkiwało 20 osób, a gęstość zaludnienia wynosiła 2 osoby/km² (wśród 963 gmin regionu Prowansja-Alpy-W. Lazurowe Saint-Pierre-Avez plasuje się na 761. miejscu pod względem liczby ludności, natomiast pod względem powierzchni na miejscu 695.).